# Arteria radialis

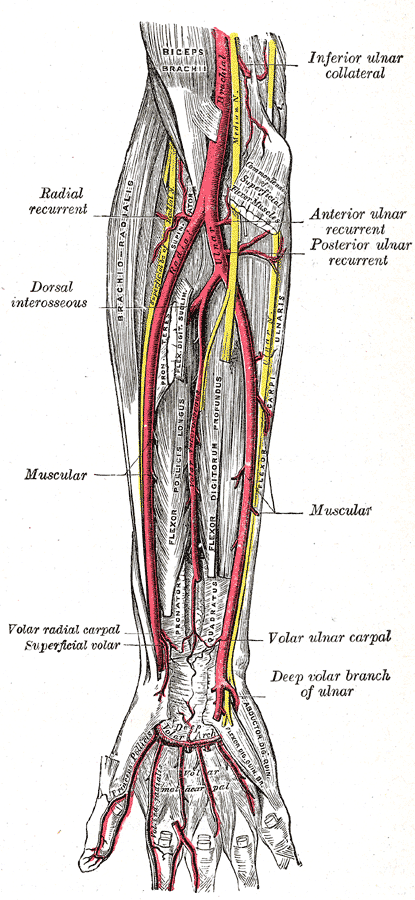
Arteria radialis
(Radial, links im Bild),
Arteria ulnaris
(Ulnar, rechts im Bild)

Die Arteria radialis oder Speichenarterie ist beim Menschen die Fortsetzung der Arteria brachialis nach dem Abgang der Arteria ulnaris. Bei den Haustieren ist sie ein oberflächlicher Seitenast der Arteria mediana. Die Arterie ist nach dem Unterarmknochen Radius (Speiche) benannt, entlang welchem sie auf der Vorderseite des Unterarms unter dem Musculus brachioradialis zusammen mit dem oberflächlichen Ast des Nervus radialis verläuft. Leicht auffindbar ist die Arteria radialis auch in der Foveola radialis (Tabatière), die von den Sehnen des Musculus extensor pollicis longus und Musculus extensor pollicis brevis begrenzt wird. Zur Tastung des Pulses wird diese Stelle jedoch in der Humanmedizin nicht verwendet.
Die Arteria radialis versorgt den Unterarm mit Blut. Ihr Ramus carpeus dorsalis speist das Rete carpi dorsale, ihr Endast bildet den tiefen Hohlhandbogen (Arcus palmaris profundus, deep volar arch).

## Klinische Bedeutung
An der Arteria radialis, deren Lage jedoch (wie der Anatom Joseph Hyrtl im 19. Jahrhundert nachgewiesen hat) von Lehrbuchdarstellungen abweichen kann, wird häufig der Puls gemessen. Beim Adson-Test wird der Puls der Arteria radialis zur Diagnostik von Erkrankungen am Brust-Hals-Übergang beurteilt. Mit dem Allen-Test kann ermittelt werden, ob eine einseitige Blutversorgung des Hohlhandbogens vorliegt oder ob eine Störung des Blutflusses in der A. radialis vorliegt. Bei Dialyse-Patienten wird meist die A. radialis verwendet, um einen Cimino-Shunt anzulegen. 
Ein von der A. radialis versorgter Hautlappen (Radialis-Lappen) kann zur Deckung größerer Hautdefekte verpflanzt werden. Die A. radialis kann darüber hinaus minimalinvasiv herausoperiert werden (→ Endoskopische Entnahme der Arteria radialis), um sie für einen Bypass am Herzen zu verwenden.